# While(1 is less than 2)
while(1<2) es el octavo álbum de estudio del productor musical canadiense deadmau5, fue lanzado el 17 de junio de 2014 a través de Astralwerks y Capitol.
Algunas de las canciones de este álbum fueron subidas originalmente a la cuenta de SoundCloud de deadmau5 antes de que Joel decidiera cerrar su cuenta a principios de 2014.

## Promoción
El 7 de enero de 2014, deadmau5 anunció en su cuenta de Twitter que había terminado su séptimo álbum. También anunció que se trataba de un álbum doble de 25 canciones que contiene una mezcla continua de cada disco y que el álbum es como uno solo en total, excepto las mezclas. El título del álbum fue revelado oficialmente por Deadmau5 el 10 de mayo de 2014. Deadmau5 también anunció el álbum a través de su servicio de suscripción live.deadmau5.com y anunció de igual forma la fecha de lanzamiento digital del álbum el 17 de junio de 2014 y el lanzamiento en CD el 24 de junio de 2014. El nombre del álbum es una referencia al lenguaje de programación C o alguno de sus derivados, donde while(1<2) es un "ciclo infinito", así como también es un juego de palabras acerca del álbum doble. El álbum estuvo disponible para preventa en iTunes el 20 de mayo de 2014, y quienes lo preordenaban recibían el sencillo «Avaritia».

## Sencillos
«Avaritia» fue el primer sencillo del álbum, se estrenó el 20 de mayo de 2014 en la cuenta de YouTube de Mau5trap y posteriormente fue liberado para su compra en Beatport y iTunes.
Deadmau5 lanzó el segundo sencillo «Seeya» el 26 de mayo de 2014 a través de la cuenta de Soundcloud de Mau5trap, la canción es una colaboración con Colleen D'Agostino, vocalista de The Material.
El tercer sencillo «Infra Turbo Pigcart Racer Shorter» fue lanzado el 2 de junio de 2014 a través de la cuenta de SoundCloud de Mau5trap.
El cuarto sencillo «Phantoms Can't Hang» fue lanzado el 9 de junio de 2014.

## Lista de canciones
La lista de canciones fue revelada por deadmau5 en su sitio web oficial el 20 de mayo.

| Disco 1 |                                                                   |          |  |
| N.º     | Título                                                            | Duración |  |
| 1.      | «Avaritia»                                                        | 6:42     |  |
| 2.      | «Coelacanth I»                                                    | 2:30     |  |
| 3.      | «Ice Age (deadmau5 Remix)» (How to Destroy Angels feat. deadmau5) | 6:51     |  |
| 4.      | «My Pet Coelacanth»                                               | 8:15     |  |
| 5.      | «Infra Turbo Pigcart Racer»                                       | 9:36     |  |
| 6.      | «Terrors In My Head»                                              | 8:37     |  |
| 7.      | «Creep»                                                           | 5:37     |  |
| 8.      | «Somewhere Up Here»                                               | 5:10     |  |
| 9.      | «Phantoms Can't Hang»                                             | 9:15     |  |
| 10.     | «Gula»                                                            | 6:56     |  |
| 1:09:30 |                                                                   |          |  |

| Disco 2 |                                                                 |          |  |
| N.º     | Título                                                          | Duración |  |
| 1.      | «Acedia»                                                        | 6:25     |  |
| 2.      | «Invidia»                                                       | 3:16     |  |
| 3.      | «Errors In My Bread»                                            | 5:17     |  |
| 4.      | «Survivalism (deadmau5 Remix)» (Nine Inch Nails feat. deadmau5) | 3:37     |  |
| 5.      | «Silent Picture»                                                | 3:38     |  |
| 6.      | «Rlyehs Lament»                                                 | 4:48     |  |
| 7.      | «Superbia»                                                      | 2:14     |  |
| 8.      | «Mercedes»                                                      | 9:38     |  |
| 9.      | «Bleed»                                                         | 4:00     |  |
| 10.     | «Ira»                                                           | 2:38     |  |
| 11.     | «Monday»                                                        | 3:45     |  |
| 12.     | «A Moment To Myself»                                            | 3:28     |  |
| 13.     | «Pets»                                                          | 7:31     |  |
| 14.     | «Coelacanth II»                                                 | 2:36     |  |
| 15.     | «Seeya» (feat. Colleen D'Agostino)                              | 6:40     |  |
| 16.     | «Petting Zoo» ((Bonus Track))                                   | 7:31     |  |
| 1:17:31 |                                                                 |          |  |